# Justin Braun (Eishockeyspieler)
Justin Timothy Braun (* 10. Februar 1987 in Vadnais Heights, Minnesota) ist ein US-amerikanischer Eishockeyspieler, der seit Juli 2025 bei den Dresdner Eislöwen aus der Deutschen Eishockey Liga (DEL) unter Vertrag steht und dort auf der Position des Verteidigers spielt. Zuvor absolvierte Braun unter anderem 961 Spiele für die San Jose Sharks, Philadelphia Flyers und New York Rangers in der National Hockey League (NHL). Allein neun Spielzeiten verbrachte er in der Organisation der San Jose Sharks, mit denen er im Verlauf der Stanley-Cup-Playoffs 2016 die Finalserie erreichte.

## Karriere

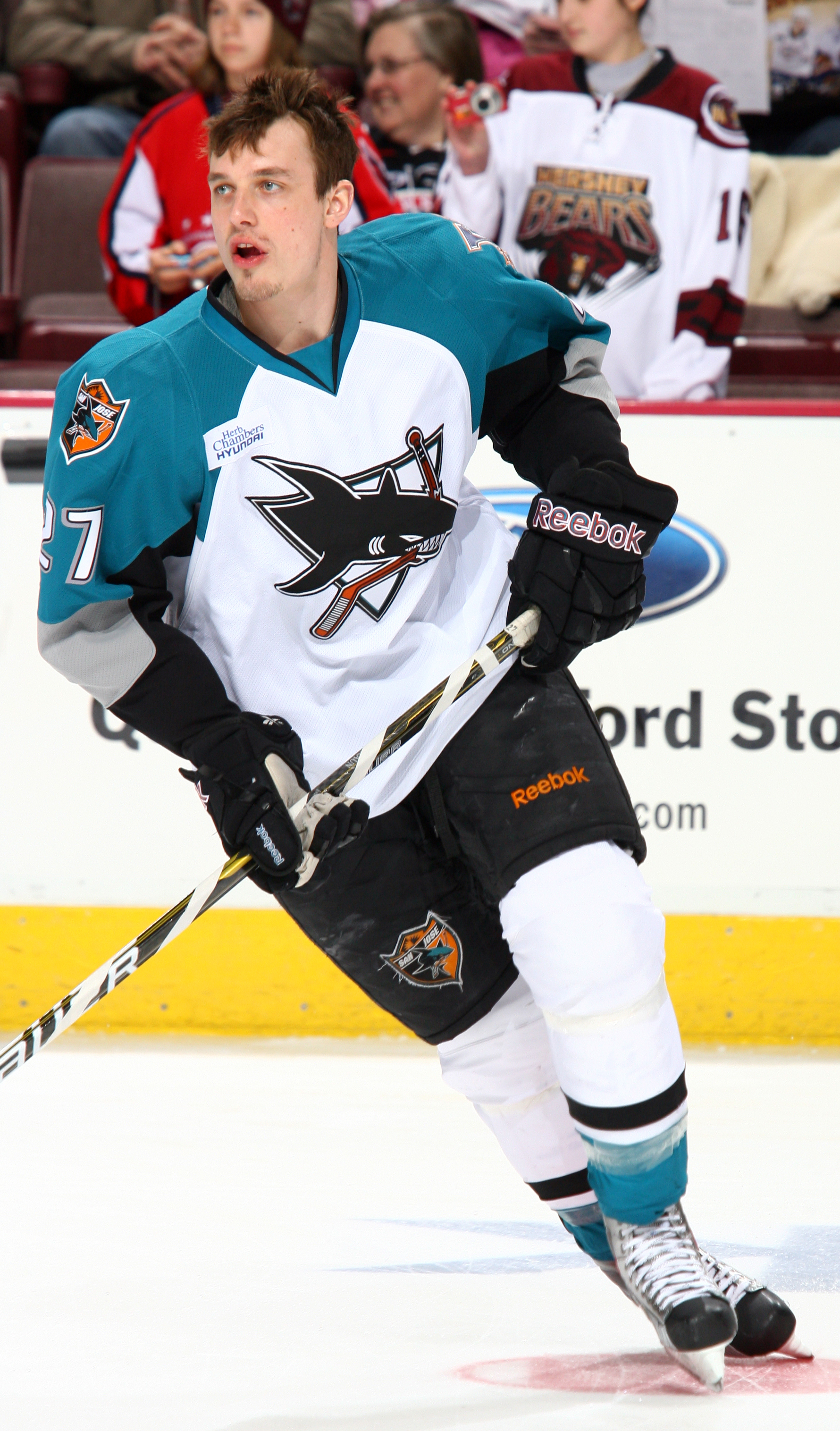
Braun im Trikot der Worcester Sharks (2011)

Nachdem Braun die High School abgeschlossen hatte, begann er im Verlauf der Saison 2004/05 seine Juniorenkarriere in der United States Hockey League (USHL) bei den Green Bay Gamblers. In seiner ersten Spielzeit bestritt er zehn Partien, ohne dabei einen Scorerpunkt verbuchen zu können. Zur folgenden Spielzeit war der Verteidiger ein fester Bestandteil des Kaders der Gamblers und absolvierte 59 Partien, in denen ihm 13 Punkte gelangen. Im Sommer 2006 entschied sich Braun ein Studium an der University of Massachusetts Amherst zu beginnen. Dort spielte er parallel für das Eishockeyteam der Universität, die UMass Minutemen, in der Hockey East, einer Division der National Collegiate Athletic Association (NCAA). Insgesamt verblieb der Abwehrspieler vier Jahre am College und wurde nach seinem Rookiejahr in das All-Rookie-Team der Hockey East berufen. Daraufhin wurde er im Sommer 2007 in der siebten Runde an 201. Stelle von den San Jose Sharks im NHL Entry Draft 2007 ausgewählt. Nachdem in der folgenden Saison seine statistischen Werte in der Offensive nahezu gleich zur Vorsaison geblieben waren, erhielt Braun eine Nominierung für den Hobey Baker Memorial Award. Diesen gewann allerdings Kevin Porter. In der Saison 2008/09 steigerte sich Braun in der Offensive wieder. Folglich wurde er am Saisonende ins Second All-Star Team der Hockey East gewählt. Das vierte und letzte Collegejahr Brauns war schließlich sein persönlich erfolgreichstes. Mit acht Toren, 23 Assists und 31 Punkten stellte er persönliche Bestmarken auf. Zudem wurde er ins First All-Star Team der Hockey East und East Second All-American Team der NCAA berufen sowie als bester Defensivverteidiger der Hockey East ausgezeichnet.
Aufgrund seiner Leistungen unterbreiteten ihm die San Jose Sharks gleich nach Beendigung der Collegesaison einen Profivertrag mit einer Laufzeit von zwei Jahren. Diesen unterschrieb der US-Amerikaner am 25. März 2010, bevor er 7. April sein Debüt für die Worcester Sharks, San Joses Farmteam aus der American Hockey League (AHL), gab. Bis zum Saisonende lief er in zwei weiteren Partien der regulären Saison und elf Playoff-Begegnungen auf. Nach der Sommerpause nahm der US-Amerikaner am saisonvorbereitenden Trainingslager der San Jose Sharks teil. Dort konnte er sich zunächst nicht für einen Stammplatz empfehlen und begann die Spielzeit 2010/11 somit in der AHL. Am 26. November 2011 gab er schließlich sein Debüt in der National Hockey League (NHL) und etablierte sich in den folgenden Jahren dort im Stammkader. Insgesamt verblieb der US-Amerikaner neun Spielzeiten im Team der Sharks und absolvierte in diesem Zeitraum annähernd 700 NHL-Spiele. Im Juni 2019 musste Braun die Sharks in Folge eines Transfers nach neun Jahren verlassen, als er im Tausch für ein Zweitrunden-Wahlrecht im NHL Entry Draft 2019 sowie ein Drittrunden-Wahlrecht im NHL Entry Draft 2020 zu den Philadelphia Flyers transferiert wurde. In Philadelphia war Braun bis März 2022 aktiv, als er zur Trade Deadline im Tausch für ein Drittrunden-Wahlrecht im NHL Entry Draft 2023 an die New York Rangers abgegeben wurde. Dort beendete er die Saison 2021/22, bevor er im Juli 2022 als Free Agent zu den Philadelphia Flyers zurückkehrte.
Nach der Spielzeit 2022/23 beendete der 36-Jährige seine aktive Karriere im April 2023 zunächst. Zwei Monate später gaben jedoch die Straubing Tigers aus der Deutschen Eishockey Liga (DEL) die Verpflichtung des US-Amerikaners für die Saison 2023/24 bekannt. Nach zwei Jahren und 48 Scorerpunkten in 118 DEL-Spielen wechselte er zur Saison 2025/26 innerhalb der Liga zum Aufsteiger Dresdner Eislöwen.

### International
Auf internationaler Ebene vertrat Braun sein Heimatland bei der Weltmeisterschaft 2012 in Finnland und Schweden. Dabei kam Braun in allen acht Turnierspielen der Amerikaner zum Einsatz, verbuchte dabei aber keinen Punkt. Die Mannschaft belegte am Turnierende den siebten Platz.

## Erfolge und Auszeichnungen
| - 2007 Hockey East All-Rookie Team - 2009 Hockey East Second All-Star Team - 2010 Hockey East First All-Star Team | - 2010 Hockey East Best Defensive Defenseman - 2010 NCAA East Second All-American Team - 2011 Teilnahme am AHL All-Star Classic |

## Karrierestatistik
Stand: Ende der Saison 2024/25

### International
Vertrat die USA bei:
- Weltmeisterschaft 2012

(Legende zur Spielerstatistik: Sp oder GP = absolvierte Spiele; T oder G = erzielte Tore; V oder A = erzielte Assists; Pkt oder Pts = erzielte Scorerpunkte; SM oder PIM = erhaltene Strafminuten; +/− = Plus/Minus-Bilanz; PP = erzielte Überzahltore; SH = erzielte Unterzahltore; GW = erzielte Siegtore; 1 Play-downs/Relegation; Kursiv: Statistik nicht vollständig)